# Schizotetranychus cynodonis
Schizotetranychus cynodonis är en spindeldjursart som beskrevs av McGregor 1950. Schizotetranychus cynodonis ingår i släktet Schizotetranychus och familjen Tetranychidae. Inga underarter finns listade i Catalogue of Life.